# Yorima
Yorima es un género de arañas araneomorfas de la familia Dictynidae. Se encuentra en Norteamérica y las Antillas.

## Lista de especies
Según The World Spider Catalog 12.0:
- Yorima albida Roth, 1956
- Yorima angelica Roth, 1956
- Yorima antillana (Bryant, 1940)
- Yorima flava (Chamberlin & Ivie, 1937)
- Yorima sequoiae (Chamberlin & Ivie, 1937)
- Yorima subflava Chamberlin & Ivie, 1942